# Ješovec, Slovenska Bistrica
Ješovec este o localitate din comuna Slovenska Bistrica, Slovenia, cu o populație de 23 de locuitori.